# FC Noah
FC Noah (arménsky Ֆուտբոլային Ակումբ Նոա, Futbolayin Akumb Noa), známý jako Noah, je arménský fotbalový klub z Armaviru. Byl založen v roce 2017 jako FC Artsakh. Hraje 1. arménskou ligu. V sezóně 2024/2025 se klub účastní ligové fáze Konferenční ligy. V sezóně 2019/2020 klub vyhrál pohár, v roce 2020 vyhrál klub superpohár.

## Účast v Evropských pohárech
| Sezóna  | Soutěž                    | Kolo        | Soupeř             | Doma | Venku | Celkem                  |
| ------- | ------------------------- | ----------- | ------------------ | ---- | ----- | ----------------------- |
| 2020/21 | Evropská liga             | 1. kolo     | Kairat             | —    | 1:4   | —                       |
| 2021/22 | Evropská konferenční liga | 1. kolo     | Kuopion Palloseura | 1:0  | 0:5   | 1:5                     |
| 2024/25 | Konferenční liga          | 1. kolo     | Shkëndija          | 2:0  | 2:1   | 4:1                     |
| 2024/25 | Konferenční liga          | 2. kolo     | Sliema Wanderers   | 7:0  | 0:0   | 7:0                     |
| 2024/25 | Konferenční liga          | 3. kolo     | AEK Atény          | 3:1  | 0:1   | 3:2                     |
| 2024/25 | Konferenční liga          | Play-off    | Ružomberok         | 3:0  | 1:3   | 4:3                     |
| 2024/25 | Konferenční liga          | Ligová fáze | Mladá Boleslav     | 2:0  | —     | 31. místo v ligové fázi |
| 2024/25 | Konferenční liga          | Ligová fáze | Rapid Vídeň        | —    | 0:1   | 31. místo v ligové fázi |
| 2024/25 | Konferenční liga          | Ligová fáze | Chelsea            | —    | 0:8   | 31. místo v ligové fázi |
| 2024/25 | Konferenční liga          | Ligová fáze | Víkingur Reykjavík | 0:0  | —     | 31. místo v ligové fázi |
| 2024/25 | Konferenční liga          | Ligová fáze | APOEL              | 1:3  | —     | 31. místo v ligové fázi |
| 2024/25 | Konferenční liga          | Ligová fáze | TSC                | —    | 3:4   | 31. místo v ligové fázi |

#### Koeficient UEFA
| #    | Tým             | Koeficient |
| ---- | --------------- | ---------- |
| 282. | Kolos Kovalivka | 4,680      |
| 283  | Desna Černihiv  | 4,680      |
| 284  | FC Noah         | 4,500      |
| 285  | Ordabasy        | 4,500      |
| 286  | Iberia          | 4,500      |

## Soupiska
| Číslo |              | Pozice | Hráč                  |
| ----- | ------------ | ------ | --------------------- |
| 3     | Arménie      | O      | Sergey Muradyan       |
| 4     | Island       | O      | Guðmundur Þórarinsson |
| 5     | Brazílie     | O      | James Santos          |
| 6     | Brazílie     | O      | Marcos Pedro          |
| 7     | Portugalsko  | Z      | Hélder Ferreira       |
| 8     | Portugalsko  | Ú      | Gonçalo Gregório      |
| 9     | Brazílie     | Ú      | Matheus Aiás          |
| 10    | Arménie      | Z      | Artak Dashyan         |
| 11    | Albánie      | Ú      | Eraldo Çinari         |
| 12    | Arménie      | B      | Artyom Davidov        |
| 13    | Arménie      | Z      | Robert Baghramyan     |
| 14    | Argentina    | O      | Bryan Mendoza         |
| 17    | Burkina Faso | Z      | Gustavo Sangaré       |
| 18    | Arménie      | Ú      | Artyom Avanesyan      |

| Číslo |             | Pozice | Hráč                                |
| ----- | ----------- | ------ | ----------------------------------- |
| 19    | Arménie     | O      | Hovhannes Hambardzumyan ((kapitán)) |
| 20    | Slovensko   | Z      | Martin Gamboš                       |
| 22    | Arménie     | B      | Ognjen Čančarević                   |
| 24    | Arménie     | Ú      | Zaven Khudaverdyan                  |
| 26    | Srbsko      | O      | Aleksandar Miljković                |
| 27    | Arménie     | Z      | Gor Manvelyan                       |
| 28    | Brazílie    | O      | Pablo Santos                        |
| 29    | Brazílie    | B      | Arthur Coneglian                    |
| 30    | Arménie     | Ú      | Grenik Petrosyan                    |
| 37    | Portugalsko | O      | Gonçalo Silva                       |
| 81    | Nizozemsko  | Z      | Imran Oulad Omar                    |
| 88    | Kamerun     | Z      | Yan Eteki                           |
| 92    | Rusko       | B      | Aleksey Ploshchadny                 |
| 93    | Francie     | Ú      | Virgile Pinson                      |